# Библейский институт Муди
Библейский институт Муди (анг.  Moody Bible Institute , MBI) — частный евангельский христианский библейский колледж в Чикаго, штат Иллинойс . Он был основан евангелистом и бизнесменом Дуайтом Лайманом Муди в 1886 году. Исторически институт придерживался позиций, которые определяли его как нехаризматическое, диспенсационалистское и в целом кальвинистское . Сегодня в нём реализуются программы бакалавриата и осуществляется деятельность теологической семинарии Муди в Чикагском кампусе. Семинария также имеет филиал в Плимуте, штат Мичиган . До 2017 года компания Moody Aviation управляла летной школой в Спокане, штат Вашингтон.

## История

### XX век

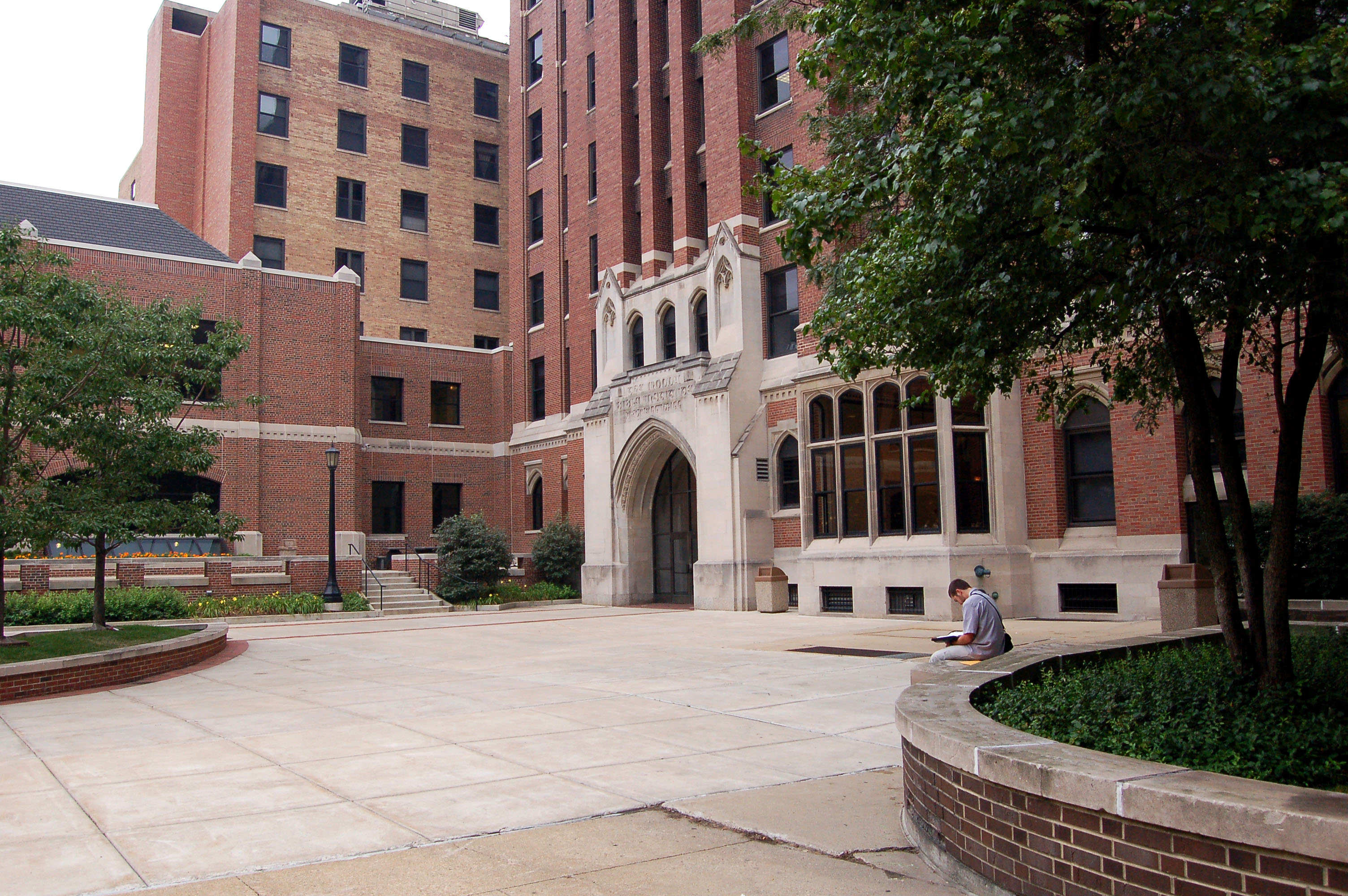
Историческая арка Библейского института Муди, вид с центральной площади

Эмма Драйер организовала «Майский институт» — еженедельные собрания для молитвы и общения — с разрешения Муди в 1883 году. Участники этих встреч вдохновили Муди на создание школы для подготовки молодых людей к евангелизации и продолжению традиции христианского пробуждения.
22 января 1886 года Муди обратился к членам церкви: «Скажу вам, что у меня на сердце: я верю, что нам нужны люди, способные заполнить пробел между мирянами и служителями; люди, обученные городской миссионерской работе. Возьмите тех, у кого есть дар, и обучите их достигать людей». В результате этой встречи, состоявшейся в зале Фарвелла, была основана Чикагская евангелизационная ассоциация для «образования и подготовки христианских работников, включая учителей, служителей, миссионеров и музыкантов, способных полностью и эффективно провозглашать Евангелие Иисуса Христа». После смерти Муди в 1899 году общество было переименовано в «Библейский институт Муди».
До 1900 года Муди играл значительную роль в сборе средств для поддержки института. После его смерти институт столкнулся с финансовыми трудностями. Президент школы Джеймс М. Грей пригласил Генри Парсонса Кроуэлла для финансовой реструктуризации института. Кроуэлл внедрил бизнес-принципы продуктивности и эффективности. Исполнительный комитет института собирался почти каждую неделю в течение следующих 40 лет. Здание администрации строилось несколько лет, но при его открытии не было ипотеки, и оставалось выплатить лишь $50 000.

### XXI век
С 2012 года Библейский институт Муди получает федеральную финансовую помощь, что означает подчинение федеральным правилам, включая Раздел IX, запрещающий дискриминацию по признаку пола. После жалоб нескольких студенток на отказ в доступе к тогдашней мужской программе пастырского служения, институт изменил свою политику в 2016 году.
Однако преподаватель коммуникаций Джаней Гаррик, помогавшая студенткам подать жалобы по Разделу IX, обнаружила, что её трудовой контракт не будет продлён в конце 2017 года. Институт утверждал, что её «взгляды на гендерное равенство (о которых колледж знал при её найме) делали её несовместимой с школой». По состоянию на март 2024 года Гаррик ведёт судебный процесс по Разделу VII о дискриминации по признаку пола против института, утверждая, что её коллеги-мужчины, разделяющие её эгалитарные взгляды и выступавшие против сексизма на кампусе, не сталкивались с преследованием или ответными мерами, направленными против неё.
Институт привлёк компанию Grand River Solutions для обзора соблюдения Раздела IX и предоставления рекомендаций по изменениям.
В ноябре 2017 года институт объявил о закрытии своего кампуса в Спокане, штат Вашингтон, и сокращении других программ и услуг в ответ на продолжающееся снижение числа студентов. Преподаватели были обеспокоены предстоящими увольнениями и написали анонимное письмо администрации в студенческой газете, выражая обеспокоенность по поводу увольнений на фоне недавнего выделения $22 миллионов на новое здание кампуса. Через два месяца президент и главный операционный директор подали в отставку, а проректор ушёл на пенсию. В своём объявлении об этих изменениях институт сослался на «широко распространённые опасения по поводу направления развития учреждения».
Марк Джоб, основатель многосайтовой церкви New Life Community Church, стал новым президентом в январе 2019 года. В июле 2019 года Джоб объявил о долгосрочном плане по реконструкции части кампуса института. Доходы от продажи 8,1 акра земли будут направлены на улучшение кампуса, стипендии, фонд и финансовые резервы.
Проект «North Union» был одобрен Комиссией по планированию Чикаго в мае 2021 года и Городским советом Чикаго в октябре 2022 года.

## Учебная деятельность
Заявленная миссия института — подготовка студентов к полновременному служению в церквях и парацерковных организациях. С 1989 года институт аккредитован Комиссией по высшему образованию или её предшественницей. Он также аккредитован Ассоциацией библейского высшего образования и Национальной ассоциацией музыкальных школ США.

### Программы бакалавриата
Помимо степени бакалавра искусств, которая доступна по более чем двум десяткам направлений, включая теологию, библеистику и различные виды церковного служения, институт предлагает степень бакалавра наук по библейским исследованиям, степень бакалавра наук по миссионерским авиационным технологиям, двухлетнюю программу по библейским исследованиям (ABS) и пятилетнюю программу бакалавриата по церковной музыке (BMus). Также предлагаются одногодичные сертификационные программы без присвоения степени по преподаванию английского как иностранного (TESOL) и по библейским дисциплинам.

### Магистратура
Moody Theological Seminary предлагает программы магистратуры: магистр богословия (Master of Divinity), магистр искусств в области библейских исследований и магистр консультирования/психологии. Также доступен одногодичный сертификат о прохождении магистерской программы.

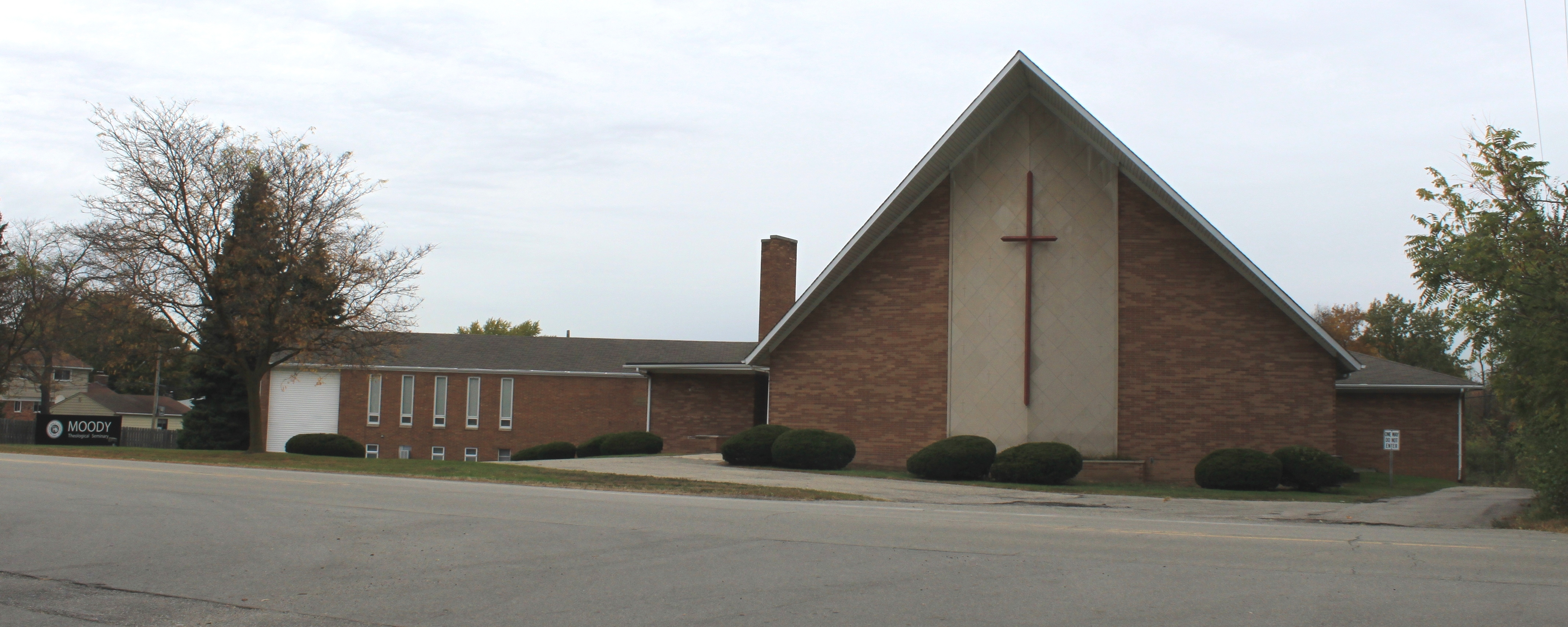
Moody Theological Seminary — Мичиган

В ноябре 2009 года институт и богословская семинария штата Мичиган объявили о намерении объединиться. В январе 2010 года последняя была преобразована в Moody Theological Seminary — Michigan, расположенную в городе Плимут, штат Мичиган.

## Медиа-служения
Помимо образовательной деятельности, Библейский институт Муди осуществляет два христианских медиа-проекта: радиосеть Moody Radio и издательство Moody Publishers.

### Moody Publishers
Издательство Moody Publishers было основано в 1894 году под названием Bible Institute Colportage Association (BICA). Руководство ассоциацией осуществлял зять Муди — А. П. Фитт. Издательские работы выполнялись компанией Fleming H. Revell Company, основанной шурином Муди — Флемингом Ревеллом.
В 1895 году началась публикация книг в рамках серии Colportage Library. Все издания отбирались по пяти критериям: 1) доступный и читаемый стиль, 2) известные авторы или уже популярные книги, 3) строго евангельская и межконфессиональная направленность, 4) качественное оформление и 5) низкая цена.
В 1941 году BICA было переименовано в Moody Press.

### Moody Magazine
В 1900 году институт начал издавать ежемесячный журнал под названием The Institute Tie. В 1910 году он был переименован в The Christian Workers Magazine, чтобы отразить его ориентированность на учителей воскресных школ и других христианских служителей. Позже издание стало называться Moody Bible Institute Monthly, а затем — Moody Monthly. Печатная версия журнала была закрыта в 2003 году.

### Moody Radio
В 1926 году институт расширил свою деятельность за пределы образования и издательского дела, став спонсором первой в США некоммерческой христианской радиостанции — WMBI-AM (ныне WXES). Со временем радиослужение Муди выросло в целую сеть — Moody Broadcasting Network, в которую входят 36 радиостанций без рекламы и более 700 партнёрских станций, принимающих программы через спутник.

## Известные выпускники
- Генри П. Кроуэлл — основатель компании Quaker Oats, крупный благотворитель и член попечительского совета института.
- Джим Эллиотт — миссионер, погибший при попытке донести христианскую весть до народа уауорани в Эквадоре; о нём написана книга Через врата славы.
- Билли Грэм — евангелист мирового масштаба, один из самых влиятельных протестантских проповедников XX века; учился в МБИ в 1940-х годах.
- Гэри Чепмен — пастор и автор бестселлера Пять языков любви.
- Джо Столл — пастор, богослов, третий президент Moody Bible Institute, позднее президент Cornerstone University.
- Ричард У. ДеХаан — основатель радиослужения Radio Bible Class (ныне Our Daily Bread Ministries).
- Мириам Хеллер — основательница миссии среди китайских иммигрантов в Сан-Франциско в начале XX века.
- Майкл Райдделник — профессор еврейских исследований и Апологетики, ведущий радиопередачи на Moody Radio.
- Пол Ньюхаус — проповедник и миссионер в Кении, автор книг и преподаватель богословия.